# Constantine Menges
Constantine C. Menges (Ancara, 1º de setembro de 1939 — Washington, D.C., 11 de julho de 2004) foi um diretor para assuntos latino-americanos do Conselho de Segurança Nacional dos Estados Unidos.
Constantino, nasceu na Turquia, na cidade de Ancara, no primeiro dia da Segunda Guerra Mundial e migrou para os EUA aos seis anos de idade. Menges esteve engajado no movimento a obtenção de direitos de voto iguais no Mississippi, tendo inclusive marchado com o Revendo Martin Luther King, Jr. Depois de se formar na Universidade de Columbia, iniciou carreira no serviço público, tendo atuado em sucessivas administrações. Durante as administrações de Nixon e Ford, ele foi vice-assistente de direitos civis no Departamento de Saúde, Educação e Bem-Estar. Também atuava principalmente por meio do Hudson Institute, think tank sediado na capital americana Washington, D.C. que reunia entre os seus quadros conservadores proeminentes do país, em uma época em que EUA e Rússia rivalizavam na hegemonia política mundial, no que passou a ser denominado de Guerra Fria. Ele também é descrito como conservador e tendo ao longo da Guerra fria realizado esforços no combate a influência do comunismo pelo mundo.
Foi nomeado em 1983 por Ronald Reagan para o Conselho de Segurança Nacional dos EUA. Anteriormente, entre 1981 e 1983, foi analista de informações da Central Intelligence Agency (CIA) para a América Latina. Nesse posto, teve papel fundamental no planejamento da invasão norte-americana de Granada, em 1983.
Era PhD em Ciência Política pela Universidade Columbia e, durante as décadas de 1990 e 2000, atuou como professor na George Washington University. Nesse período, ele também iniciou um projeto de estudo sobre as relações entre EUA e Rússia e também com a então potência ascendente China, bem como o alinhamento Rússia-China.
Constantine Menges publicou, no dia 7 de agosto de 2002, uma teoria conspirativa contra o Brasil no jornal The Washington Times, fazendo parecer que o Brasil era uma republiqueta na qual o presidente poderia atacar os Estados Unidos.
Segundo Thomas Risse-Kappen, da Universidade de Constança, na Alemanha, atualmente professor de Relações Internacionais da Universidade Livre de Berlim, Constantine Menges representa uma geração inteira do establishment de segurança nacional que se concentrou na Guerra Fria por tempo demais, e sua percepção nada tem a ver com os verdadeiros problemas atuais de segurança. Segundo Thomas Risse-Kappen, os ensaios de Constantine Menges nada acrescentam em pesquisa e reflexão sobre as questões internacionais.
Em 11 de julho de 2004, veio a falecer em Washington D.C. no hospital Sibley Memorial Hospital por consequência de um câncer.